# Miami Beach (cocktail)
Pour les articles homonymes, voir Miami Beach.
Le Miami Beach (Miami Beach, ou plage de Miami, en anglais) est un cocktail américain, à base de gin, jus d'ananas et sirop de canne, nommé du nom des plages de Miami Beach, au bord de l'océan Atlantique, à Miami Beach en Floride aux États-Unis,.

## Préparation
Mélanger dans un shaker les ingrédients de ce cocktail tropical des portes de la mer des Caraïbes (gin, jus d'ananas, sirop de canne, glaçons). Filtrer le tout dans un verre à cocktail, décorer avec une feuille d'ananas :
- 4 mesures de gin
- 2.5 mesures de jus d'ananas
- 0.5 mesure de sirop de canne
- 1 feuille d'ananas (décoration)
- 5 ou 6 glaçons

Quelques plages de Miami Beach
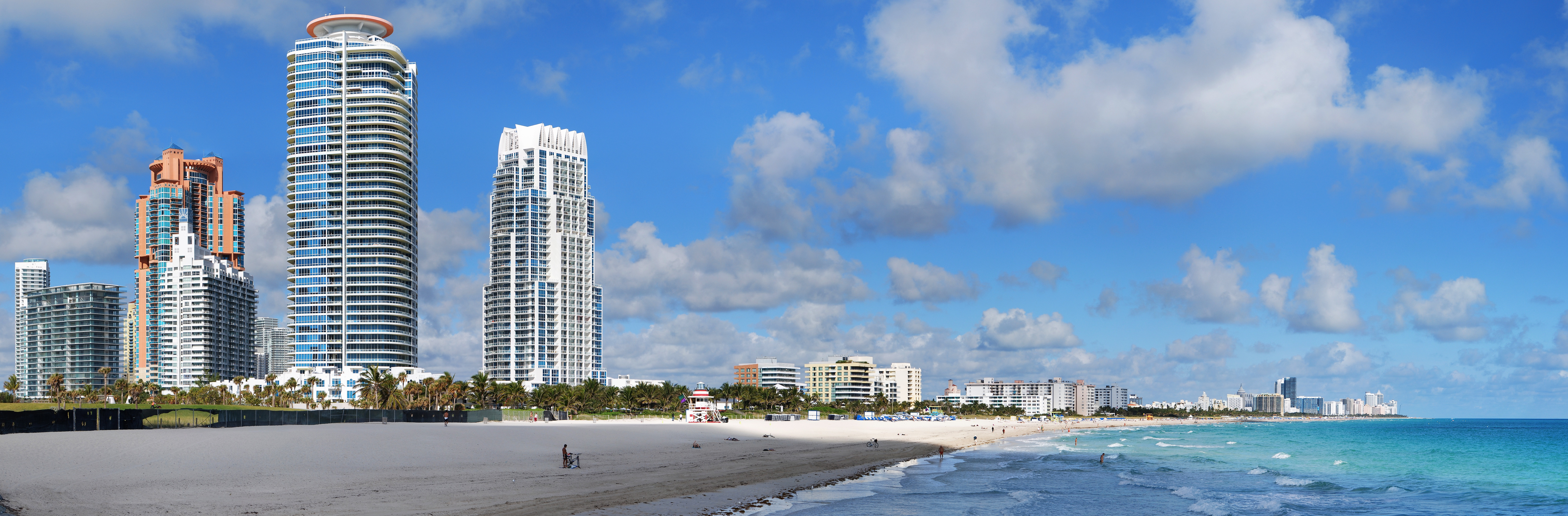
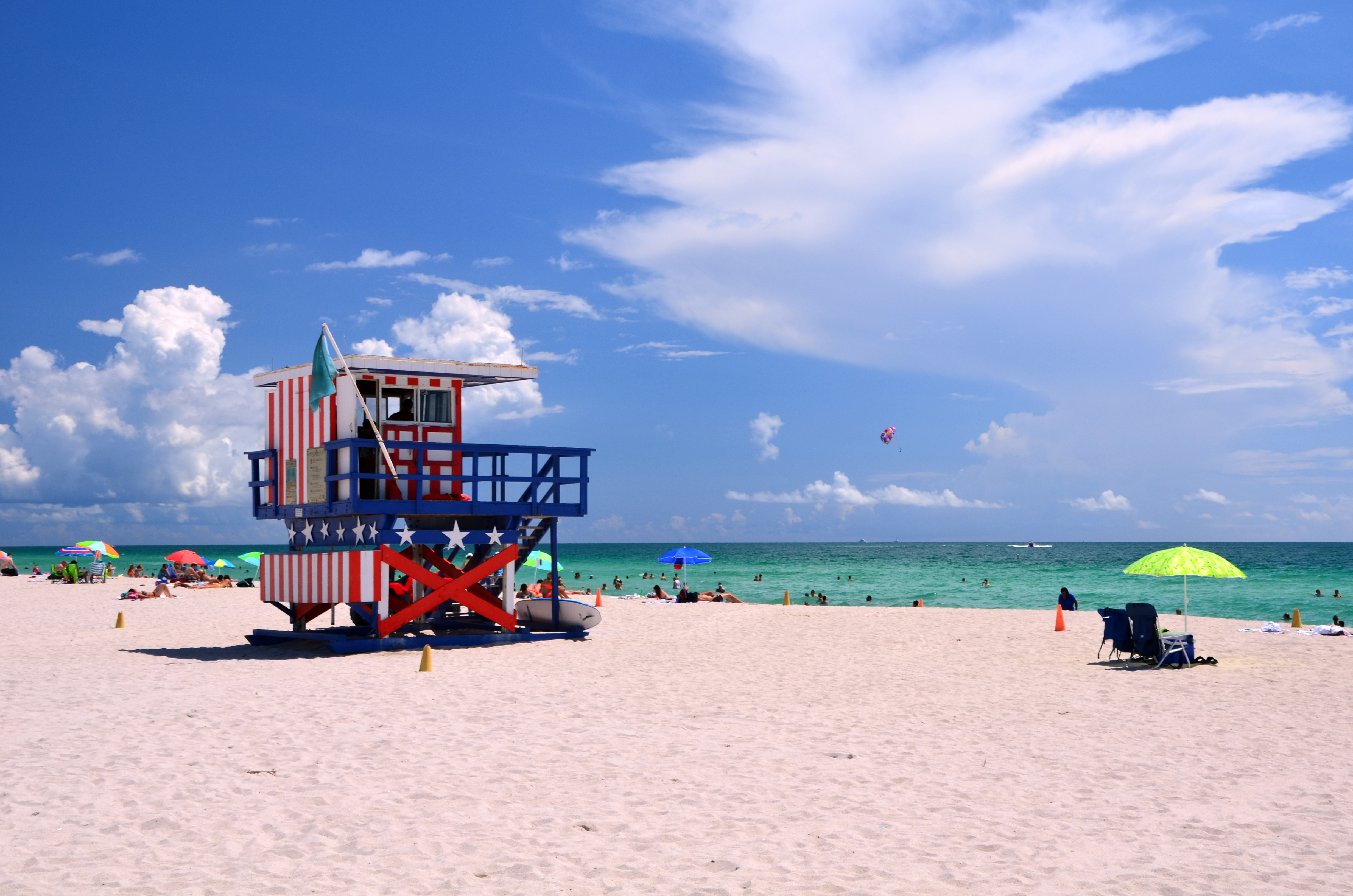

## Quelques variantes
- Havana Beach, avec du rhum à la place du gin
- Piña colada, rhum, jus d'ananas, et crème de noix de coco
- Blue Hawaii, rhum, curaçao bleu, lait de coco, et jus d'ananas